# Farsø Kirke
Farsø Kirke ligger i Farsø 12 km vest for Aars. Kirken blev restaureret og fik murene sat om i 1991.
Indvendigt findes der kalkmalerier fra ca. 1550, der blev afdækket i 1904. I selve kirken er en runesten opstillet. Den har indskriften: "Toste og Asbjørn rejste denne sten efter Tue broder."
Kirkens døbefont er af granit og er dekoreret med mandehoveder og dobbeltløver. Altertavlen er et maleri, der forestiller Kristus. Det stammer fra 1943 og er malet af N. Mølgaard-Andersen.
På sydsiden af koret findes en skakbrætsten med 8 vandrette og 12 (13?) lodrette rækker.

## Koret
En ældre altertavle med korsfæstelsen som motiv er anbragt i koret.
Ligeledes i koret hænger en mindetavle over præsten Søren Hansen Wiborg, der virkede i Farsø 1628-1666. Den forestiller sognepræsten med familie og på rammen står der: "Her under hviler hæderlig og vellærd mand Søren Hansøn Wiborg og hans kære hustru ærlig og Gud frygtige Inger Byrgisdatter som døde han den 15. februar anno 1666 hun anno 1677."
Frem til 1901 hang tavlen i kirkens skib, men i forbindelse med en storm faldt den ned og blev lagt på kirkeloftet. Her blev den senere fundet af forfatterinden Thit Jensen (født i Farsø), som fik den foræret af ejeren af Lerkenfeldt Gods, der på det tidspunkt var ejer af kirken. På den måde kom mindetavlen til København, hvor forfatterinden fik den sat i stand. Imidlertid forlangte Nationalmuseet, at tavlen blev givet tilbage til Farsø Kirke, hvilket Thit Jensen kun ville gå med til, hvis menigheden betalte for istandsættelsen. Da de ikke ønskede at betale, blev mindetavlen hos forfatterinden, indtil hun i 1957 døde, og Nationalmuseet hentede tavlen. Herefter blev den sat i stand af museet og i 1960 atter hængt op i Farsø Kirke.